# Église Saint-André-du-Bas-Montreuil

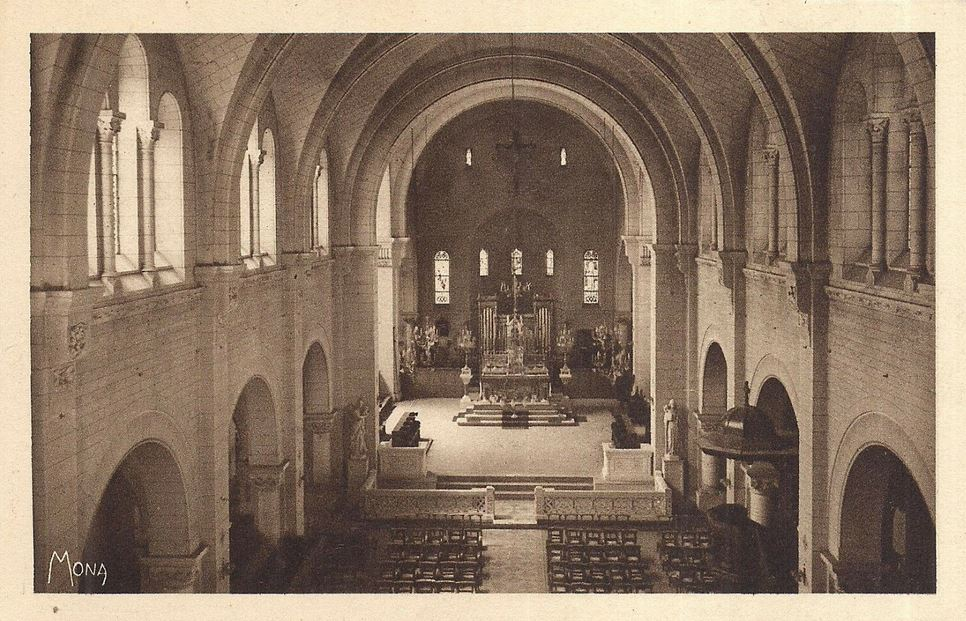
Le chœur de l'église Saint-André.

L'église Saint-André-du-Bas-Montreuil est une église de Montreuil (en Seine-Saint-Denis), située 34, rue Robespierre.
La construction de cette église de béton, commencée par l'architecte Eugène Homberg vers 1900, a été achevée par son fils en 1928.
Elle fut édifiée pour remplacer une chapelle bâtie en 1864, rue Paul-Bert. 